# Чоботар гірський
Чоботар гірський (Recurvirostra andina) — вид сивкоподібних птахів родини чоботарових (Recurvirostridae).

## Поширення
Вид поширений в Південній Америці. Трапляється в Андах в центральному та східному Перу, Болівії, на півночі Чилі та північному заході Аргентини (провінція Катамарка).

## Опис
Птах завдовжки 43-48 см та вагою 315—410 г. Крила, спина, хвіст чорні. Решта тіл білого кольору. Довгий чорний дзьоб сильно загнутий вгору, але його розміри, як правило, менші, ніж у звичайного чоботара. Від інших чоботарів відрізняється більшою кількістю білого кольору, помаранчевою райдужиною та жовтим навколоочним кільцем.

## Спосіб життя
Мешкає у високогірній пуні (екорегіон в Південній Америці), що характеризується холодним кліматом (середньодобова температура не перевищує 6 °C), невеликою кількістю опадів та численними озерами з високою лужністю. Трапляється на болотах, неглибоких водоймах, вологих луках на висоті понад 3100 м над рівнем моря. Живиться ракоподібними, комахами, молюсками, хробаками тощо. Сезон розмноження триває з вересня по лютий. Може бути дві кладки за сезон. Гніздиться невеликими колоніями поблизу неглибоких водойм. Гнізда — це неглибокі ямки у землі, вистелені камінням, гілочками та травою. У кладці 3-5 яєць.